# Преоптичка област хипоталамуса
Преоптичка област хипоталамуса (ПОХ) иако је функционално део хипоталамуса (и диенцефалона). Са развојне тачке гледишта, хипоталамус и преоптичка област имају различито порекло, али, упркос онтогенетским разликама, хипоталамус и преоптичка област се обично посматрају као континуум, изведен из теленцефалона. 
ПОХ састоји се првенствено од медијалних и латералних преоптичких једара.  Неки истраживачи сматрају да су једра преоптичке области део супраоптичког региона медијалне хипоталамичне зоне.

## Медијално преоптичко једро
Медијално преоптичко једро (МПЈ) које анатомски припада медијалном региону хипоталамуса, шири се према оптичкој раскрсници (хијазми). Састаоји се од врло малих неурона који производе гонадотропин-ослобађајући хормон (ГнРХ), који се транспортује дуж тубероинфундибуларног тракта.    
Сматра се да МПЈ учествује у регулацији жеђи, сексуалном развоју и репродуктивним способностима али и понашања која су повезана са исхраном,  и локомоцијом.  
Гонадотропин ослобађајући хормон МПЈ стимулише лучење гонадотропина у аденохипофизи, који стварају фоликустимулишући (ФСХ) и лутеинизирајући хормон (ЛХ). ФСХ контролише раст, развој и пубертетско сазревање а ЛХ код жена изазива овулацију, а код мушкараца подстиче лучење тестостерона.  Пошто је ослобађање гонадотропина континуирано код мушкараца и циклично код жена, медијално преоптичко језгро код мушкараца има тенденцију да буде активније и сходно томе веће од оног код жена. Сходно томе, медијално преоптичко језгро се често назива једро преоптичког подручја. 
Један од главних улога МПЈ је терморегулација. Чак 30% неурона овог једра је осетљиво на промену температуре у мозгу. Информације које ти неурони примају, утичу на одговор хипоталамуса и самим тим на температуру тела.  Преоптички термосензитивни неурони такође добијају обиље соматосензорних инпута од терморецептора коже и кичме. На овај начин, преоптички неурони упоређују и интегришу централне и периферне термалне информације. Као резултат ове сензорне интеграције и њене контроле над нижим ефекторским областима, преоптички регион изазива терморегулаторне одговоре који су најприкладнији и за унутрашње и за термичке услове околине. На термосензитивне преоптичке неуроне утичу и ендогене супстанце, као што су пирогени. Смањењем активности неурона осетљивих на топлоту и повећањем активности неурона осетљивих на хладноћу, пирогени изазивају грозницу, стање у коме сви терморегулаторни одговори имају повишене задате температуре.
Такође МПЈ кроз своје везе са вентралним палидумом, може делимично функционисати у регулацији локомоторне функције. 

## Латерално преоптичко једро
Латерално преоптичко једро припада латералном региону хипоталамуса. Сматра се да учествује у контроли локомоторних активности и да је примарни извор орексина или хипокретина побуђивачког неуропептидног хормона (који промовише будност) а открила су га две групе истраживача у мозгу пацова. Ту улогу остварују стимулишући и остале делове мозга који имају побуђивачку способност. Главни узрок нарколепсије јесте недостатак орексина. Сматра се да орексин подстиче и апетит. Постоји мишљење да је то последица генерално побуђеног стања организма. Сазнања о орексину су иницирала довођење у везу метаболизам и сан. Примећено је да недостатак сна резултира увећаним апетитом. Сада знамо да је разлог томе орексин. Такође, орексин остварује своју улогу и у расположењу. Показано је да су људи са већом концентрацијом орексина срећнији и боље расположени. Дакле, латерални регион свој удео у лимбичком систему врши преко орексина, а захваљујући њему представља и центар за глад у мозгу.